# Ouro-Nimini Tchagnirou
Ouro-Nimini Tchagnirou (ur. 31 grudnia 1974 w Sokodé) – togijski piłkarz występujący na pozycji bramkarza.

## Kariera
W 2001 roku Tchagnirou występował w klubie ze swojego rodzinnego kraju – AC Semassi FC, a w 2003 roku przeszedł do malijskiego Cercle Bamako. Następnie grał w klubie z tego samego miasta – Stade Malien, z którym w 2005 roku zdobył mistrzostwo Mali. W 2006 roku odszedł do drużyny Djoliba AC, ale w 2007 roku wrócił do Stade Malien. W sezonach 2007 oraz 2009/2010 wywalczył z nim kolejne mistrzostwa Mali. W 2010 roku zakończył karierę.
W reprezentacji swojego kraju debiutował 20 sierpnia 2000 roku, a jego kraj mierzył się z Sierra Leone. Podczas Mundialu nie rozegrał żadnego spotkania.